# Đại học đường Nhân dân
Đại học đường Nhân dân là thư viện quốc gia của Cộng hòa Dân chủ Nhân dân Triều Tiên. Tòa nhà nằm trên quảng trường Kim Nhật Thành bên bờ sông Đại Đồng tại thủ đô Bình Nhưỡng.

## Đặc điểm
Đại học  đường được xây từ tháng 4 năm 1982, trong 21 tháng và theo kiến trúc truyền thống Triều Tiên để kỉ niệm sinh nhật lần thứ 70 của chủ tịch Kim Nhật Thành. Tổng diện tích sàn của đại học tập đường là 100.000m² với 600 phòng. Thư viện được mở cửa để trở thành "trung tâm của kế hoạch trí thức hóa toàn xã hội và một nơi học tập tôn nghiêm cho toàn dân." Thư viện nằm ở trung tâm thủ đô - Quận trung tâm của Bình Nhưỡng - "là một trong những khu phố quan trọng nhất trong cả nước vì đây là khu vực chính phủ quốc gia. Bên cạnh thư viện là trụ sở Hội nghị Nhân dân Tối cao và các khối văn phòng chính phủ khác. Ngay phía trước thư viện... là Quảng trường Kim Nhật Thành - quảng trường công cộng lớn thứ ba trên thế giới - nơi diễn ra các sự kiện quốc gia của đất nước."  Đối với các phương tiện truyền thông lớn, "thư viện đóng vai trò là bối cảnh lớn cho các bài phát biểu, diễu hành quân sự và hạt nhân, và các cảnh tượng được biên đạo kỹ lưỡng kỷ niệm các ngày lễ quốc gia."
Tổng diện tích sàn của đại học tập đường là 100.000m² với 600 phòng. Đại học tập đường có trên 30 triệu đầu sách, trong đó có khoảng 10.800 tài liệu, sách và "bút tích chỉ đạo" do Kim Nhật Thành viết. Các ấn bản nước ngoài chỉ có thể tiếp cận khi có sự cho phép đặc biệt. Các tác phẩm của Kim Chính Nhật cũng nằm trong đại học tập đường. Hầu như tất cả các tài liệu "được giữ trong các ngăn xếp kín chỉ dành cho thủ thư và nhân viên thư viện. Một người có thể tìm kiếm các danh mục trực tuyến hoặc in để khám phá những gì trong bộ sưu tập...nếu một món đồ bị quá hạn trả, một thông báo thư viện chính thức được gửi đến chủ lao động của người vi phạm, người phải khuyến khích nhân viên của mình trả lại ngay."
Đại học đường là trung tâm quốc gia về nghiên cứu tư tưởng Chủ thể, có ghi nhận rằng những người Bắc Triều Tiên ở học tập đường giành ra 45' để học tập, nghiên cứu tư tưởng của Lãnh tụ Vĩ đại Kim Nhật Thành và 45' để học tập, nghiên cứu tư tưởng của Lãnh tụ Kính yêu Kim Chính Nhật mỗi ngày. Các bài thuyết trình về các chủ đề khác cũng diễn ra tại đây. Ngoài ra, Tháp Juche - biểu tượng vật lý của thương hiệu Cộng sản của Bắc Triều Tiên - nằm ngay đối diện thư viện ở phía bên kia của sông Taedong. Triết lý giáo dục 'vừa học vừa làm" của Kim Il Sung được coi là nguyên tắc chỉ đạo cho hệ thống thư viện, cũng như cho những người sử dụng thư viện. Thư viện là một thành phần trung tâm của 'học trong khi làm việc'- một nơi giáo dục mà người Bắc Triều Tiên có thể đến thăm và sử dụng để tiếp tục đào tạo xã hội chủ nghĩa, tăng cường sự tự lập cá nhân thông qua học tập suốt đời, và phát triển tình yêu và sự tôn trọng lớn hơn đối với gia đình Kim...Vị trí của Đại học đường và Tháp Juche do đó, đối diện nhau là để củng cố mối quan hệ giữa người dân và chủ nghĩa cộng sản Juche. Do đó, Đại học đường nhân dân không chỉ là một đặc điểm nổi bật của thủ đô. Nó còn là một biểu tượng của quốc gia, chủ nghĩa cộng sản Juche và chính Chủ tịch vĩnh cửu."

## Máy tính và thủ thư

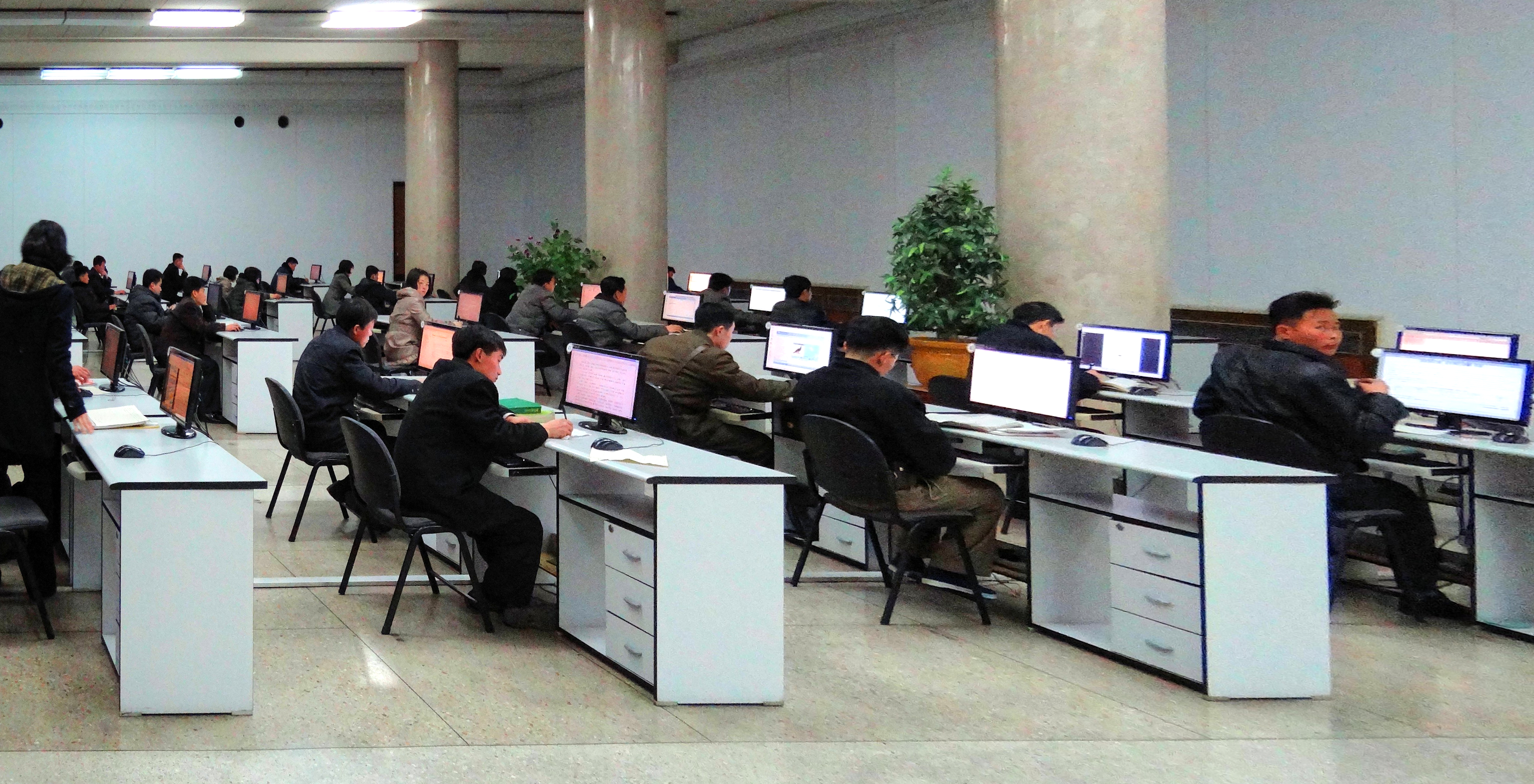
Một phòng học máy tính tại Đại lễ đường Nhân dân. Ảnh được chụp tháng 3/2014. Các máy tính cho phép truy cập vào mạng nội bộ của Bắc Triều Tiên, chứ không phải Internet trên toàn thế giới. Các máy tính ở đây được thiết lập với Windows XP và Internet Explorer 6.0.

Thư viện có nhiều phòng máy tính rộng rãi với các máy tính hiện đại cho phép truy cập mạng nội bộ của Triều Tiên. Giáo dục máy tính là bắt buộc ở Bắc Triều Tiên và khoa học máy tính "đã trở thành lĩnh vực nghiên cứu phổ biến nhất, bên cạnh Juche, đối với các sĩ quan quân đội và sinh viên đại học.Đó là một dấu hiệu của uy tín nếu một người có một công việc văn phòng liên quan đến máy tính. Thủ thư, do đó, là một nghề có địa vị cao vì nó đòi hỏi máy tính và kiến thức máy tính để phát triển và duy trì các danh mục điện tử và các bộ sưu tập kỹ thuật số. Đối với những người Bắc Triều Tiên không có công việc liên quan đến máy tính, việc truy cập máy tính tại thư viện... mang lại cho họ cơ hội gia nhập những người có cấp bậc cao hơn."

## Hình ảnh

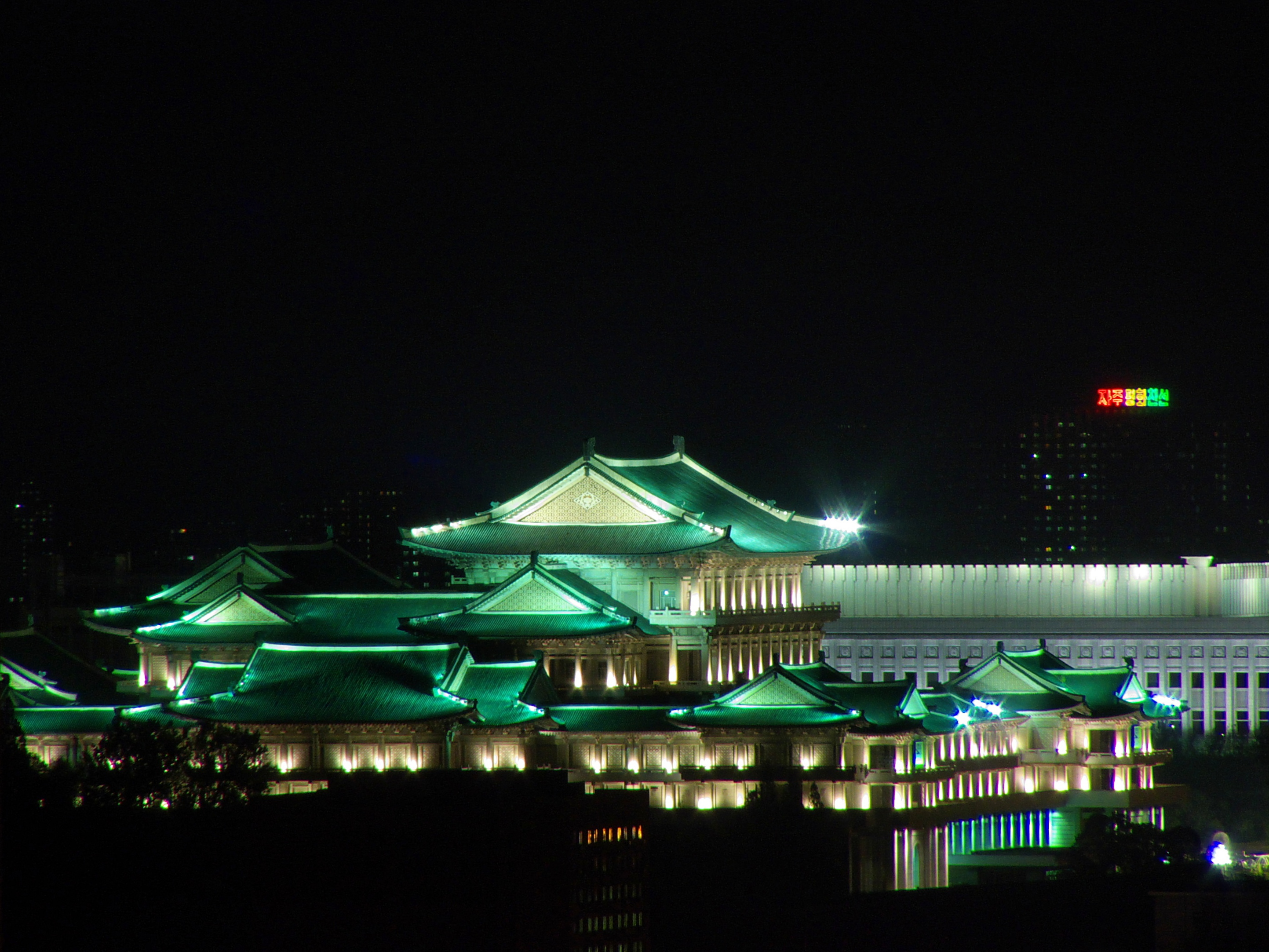
Tòa nhà buổi tối
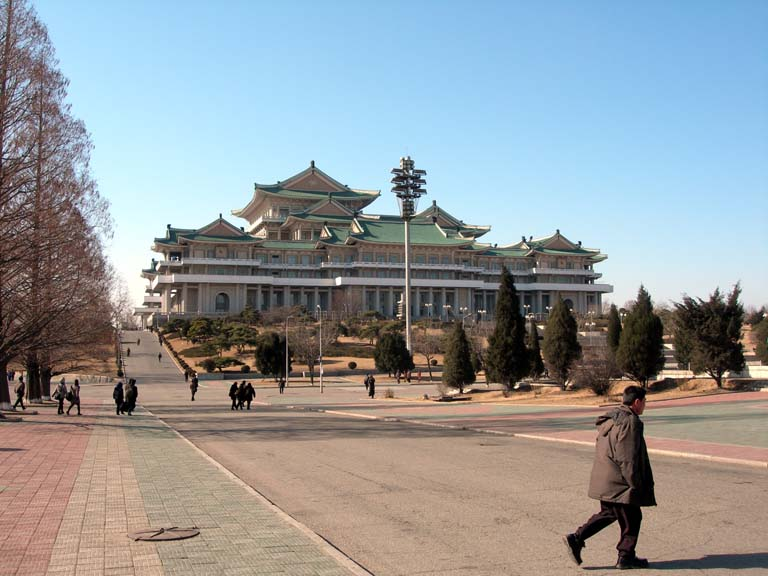
Thư viện Đại học đường Nhân dân
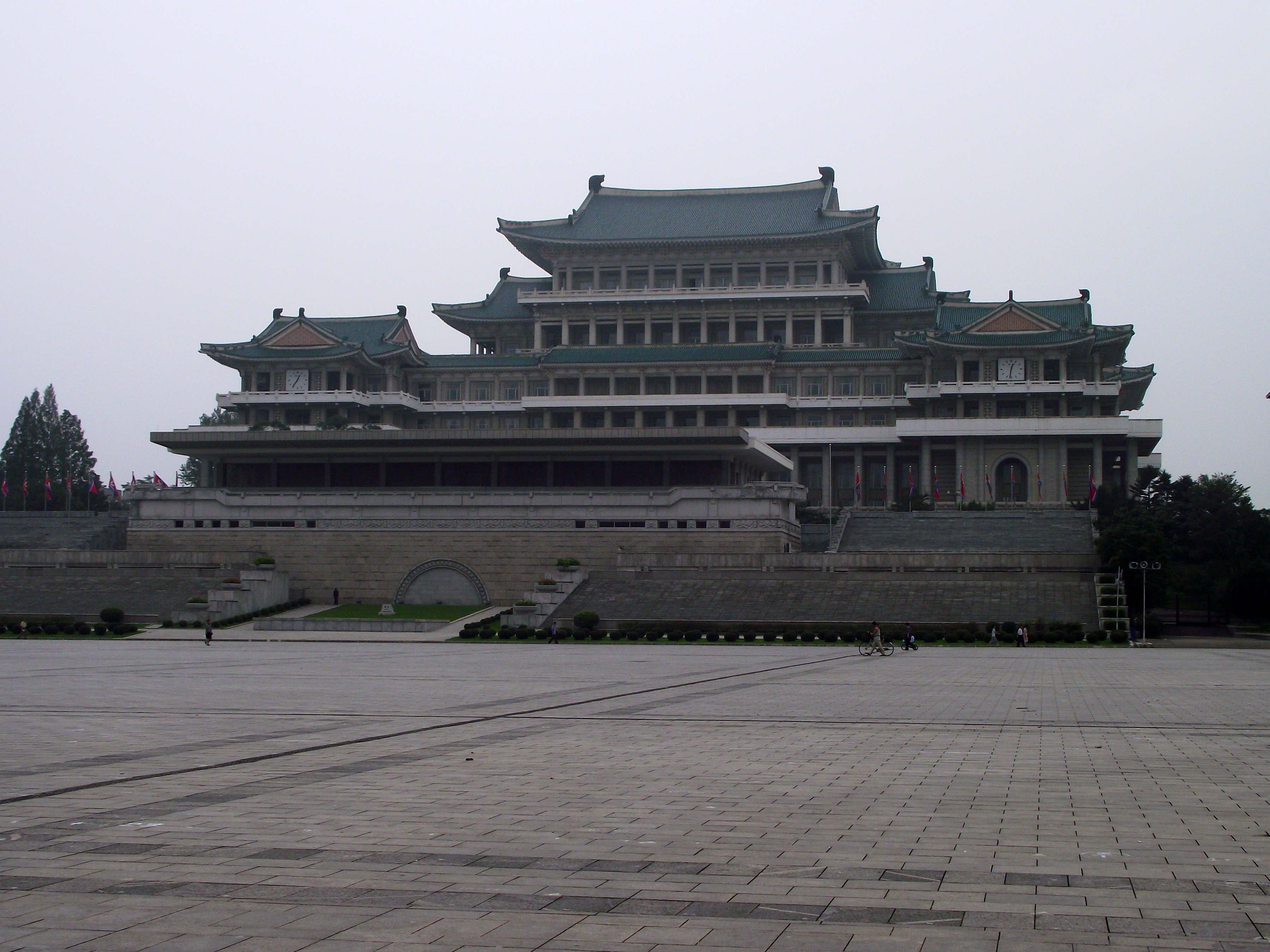
Thư viện Đại học đường Nhân dân
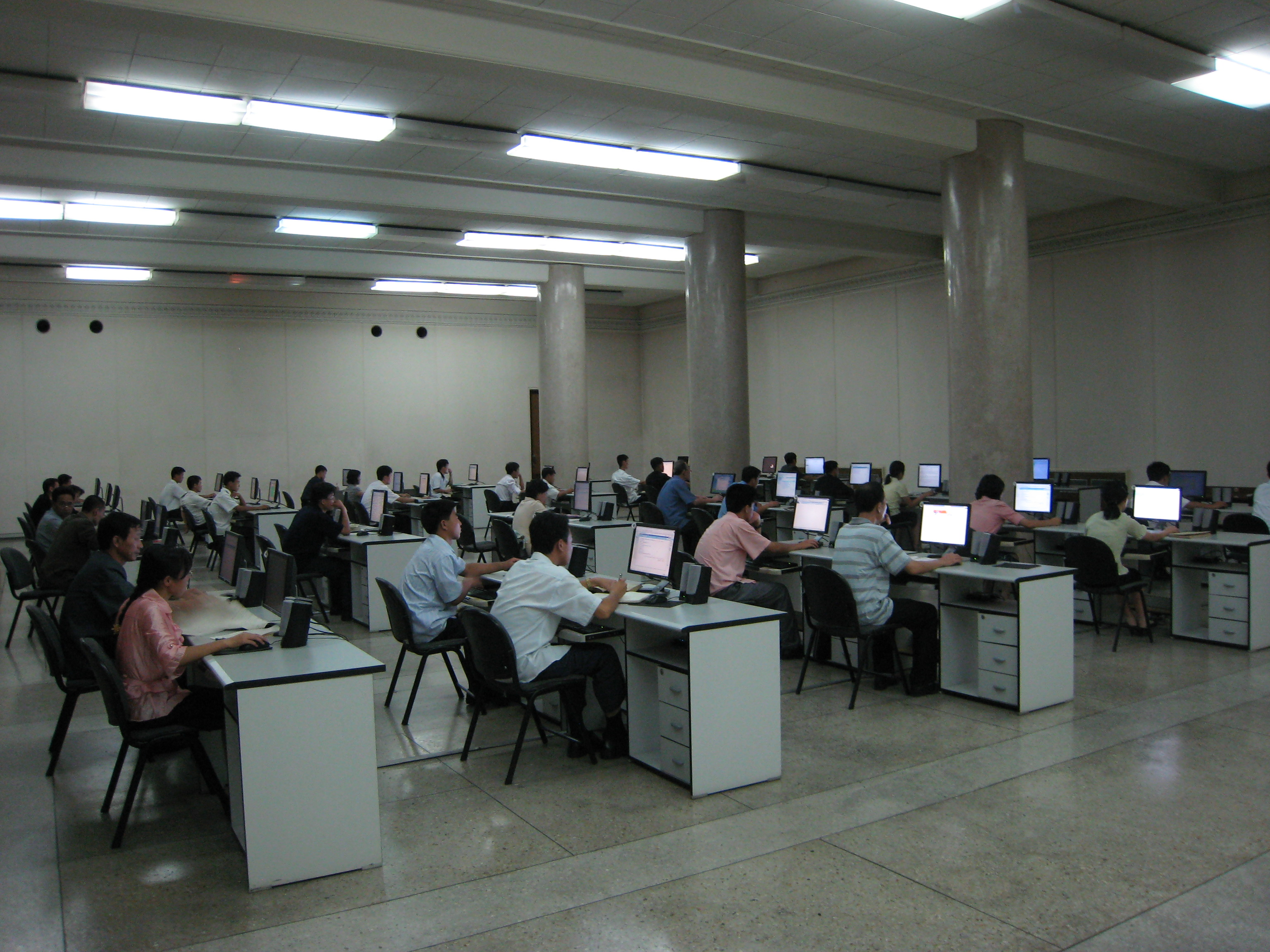
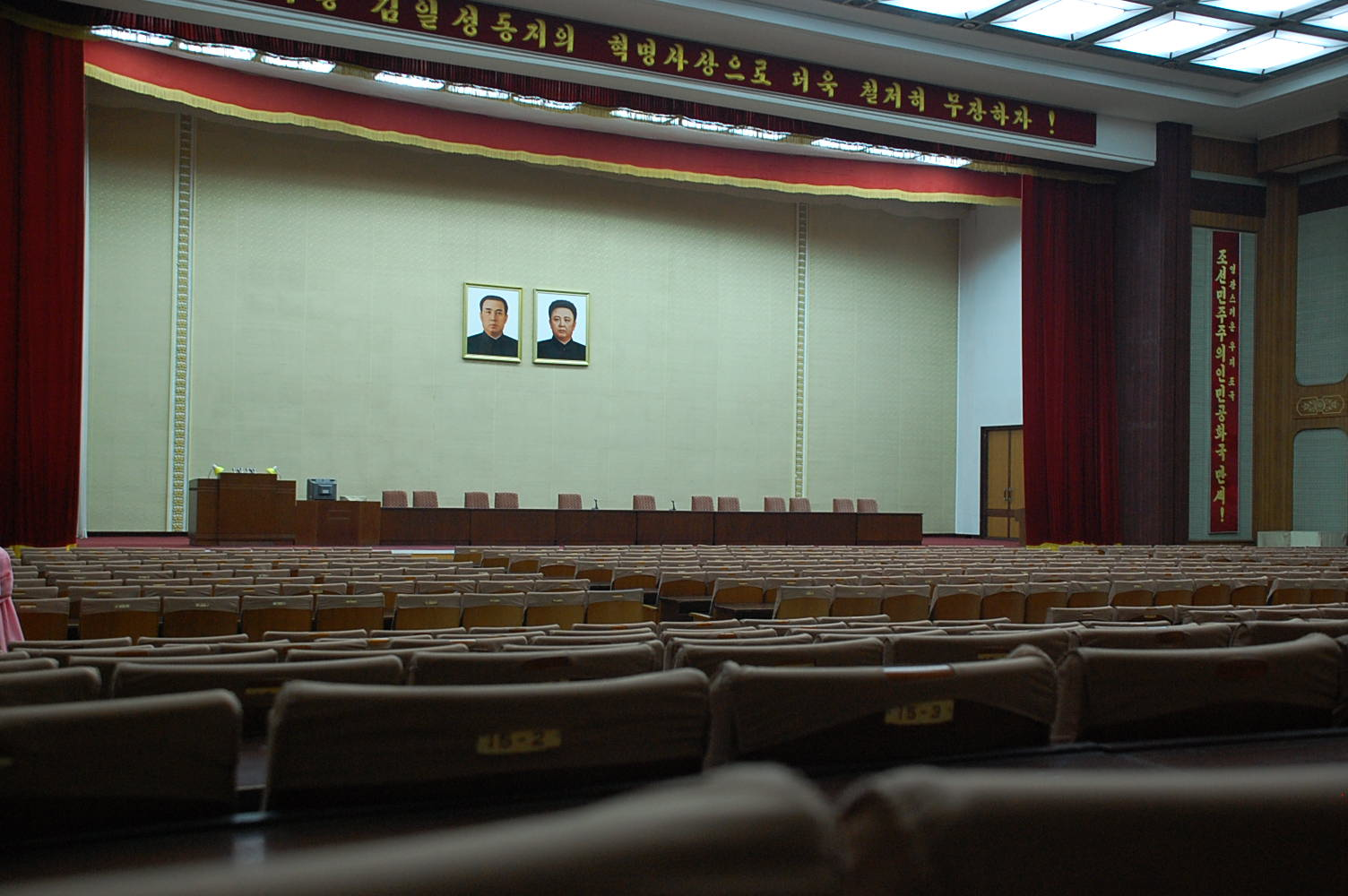
Khán phòng tại Đại lễ đường Nhân dân

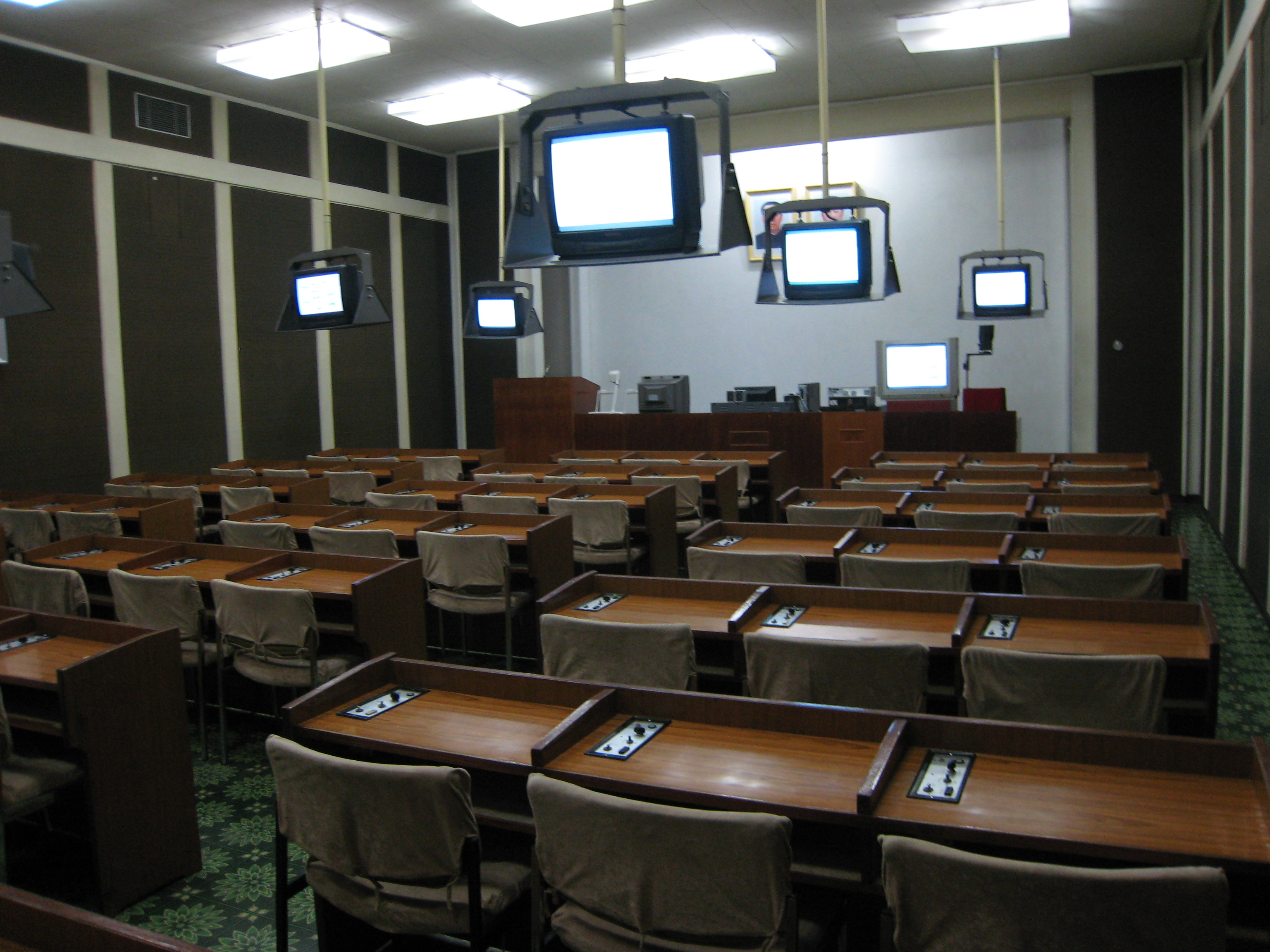
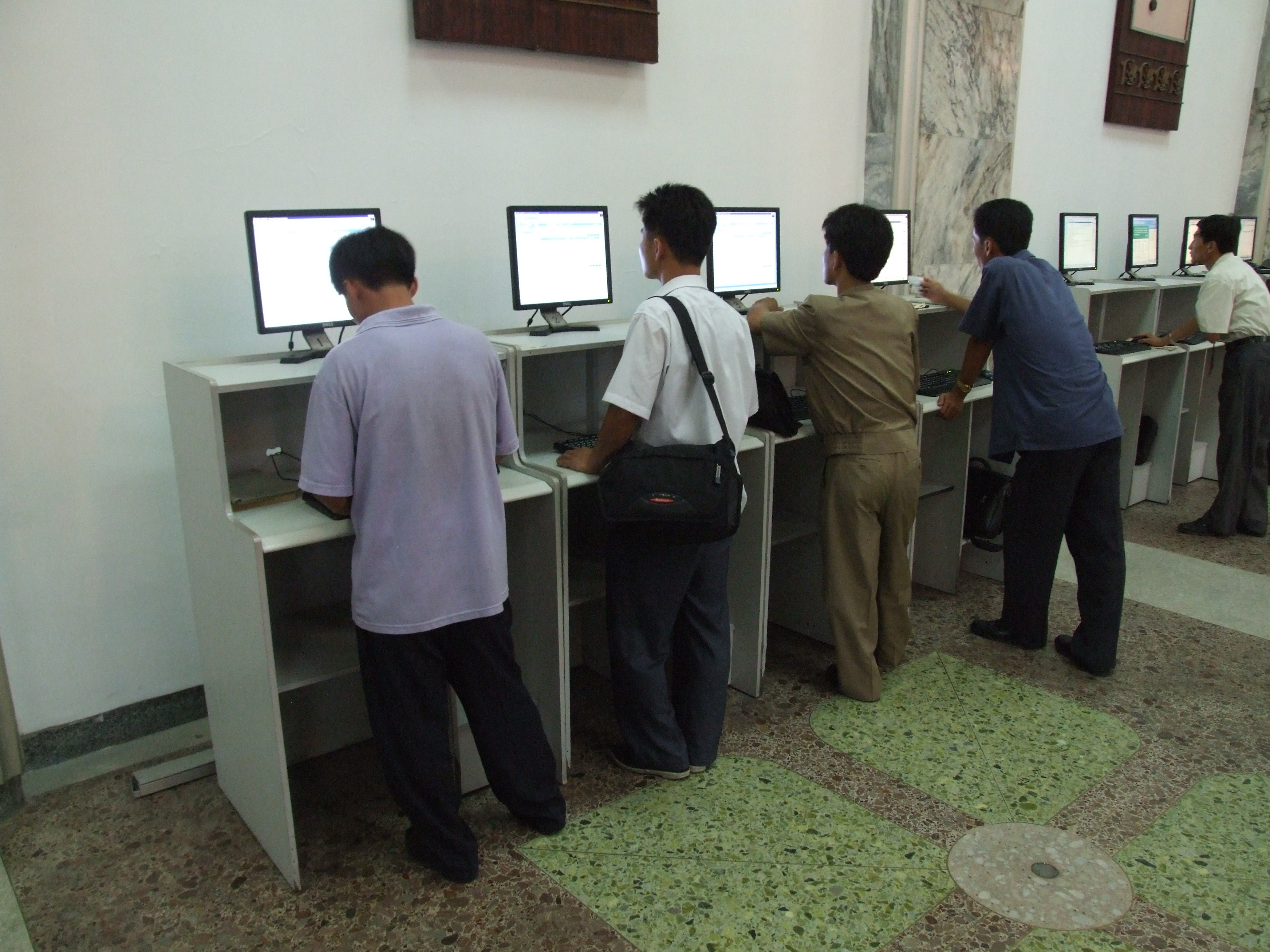
Khách tham quan đang tìm kiếm sách tại khu vực máy tính tại Đại học đường nhân dân
Hình ảnh Đại học đường trên tờ tiền 5 won phát hành năm 1998Hình ảnh Đại học đường trên tờ tiền 5 won phát hành năm 1998
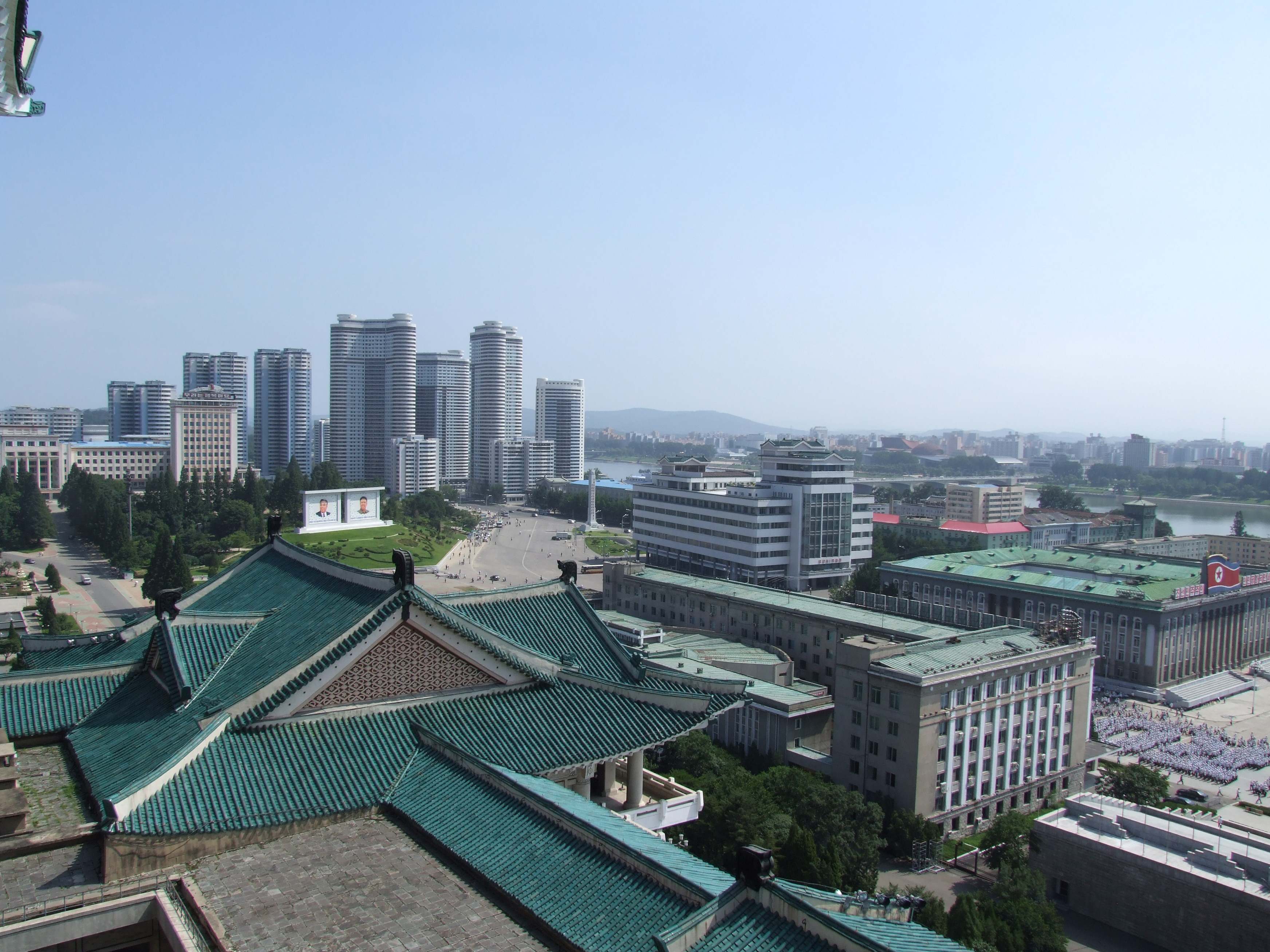
Một góc Thủ đô Bình Nhưỡng (Pyongjang) nhìn từ Đại học đường Nhân dân